# Вэйси-Лисуский автономный уезд
Вэйси-Лисуский автономный уезд (кит. упр. 维西傈僳族自治县, пиньинь Wéixī lìsùzú zìzhìxiàn, лису: WEI-XI. LI-SU X∩: FI, C∩, X∀,) — автономный уезд Дечен-Тибетского автономного округа провинции Юньнань (КНР).

## История
Во времена империи Цин здесь в 1727 году был образован Вэйсиский комиссариат (维西厅) Лицзянской управы (丽江府).
После Синьхайской революции в Китае произошла реформа структуры административного деления, в ходе которой управы были упразднены, а комиссариаты стали обычными уездами, поэтому в 1913 году Вэйсиский комиссариат стал уездом Вэйси (维西县). Позднее из него были выделены Административный район Адуньцзы (阿墩子行政区) и Административный район Чанпутун (菖蒲桶行政区), перешедшие в подчинение провинциальным властям.
После вхождения провинции Юньнань в состав КНР в 1950 году был образован Специальный район Лицзян (丽江专区), и уезд Вэйси вошёл в его состав.
Постановлением Госсовета КНР от 11 сентября 1956 года из Специального района Лицзян был выделен Дечен-Тибетский автономный округ, и уезд перешёл в его состав.
В 1957 году из уезда Вэйси было выделено Бэньцзыланьское управление (奔子栏办事处), которое было подчинено напрямую властям автономного округа. В мае 1959 года оно было присоединено к уезду Дечен.
Постановлением Госсовета КНР от 11 июня 1985 года уезд Вэйси был преобразован в Вэйси-Лисуский автономный уезд.

## Административное деление
Автономный уезд делится на 3 посёлка и 7 волостей.